# Carl Friedrich Wilhelm Knoblauch

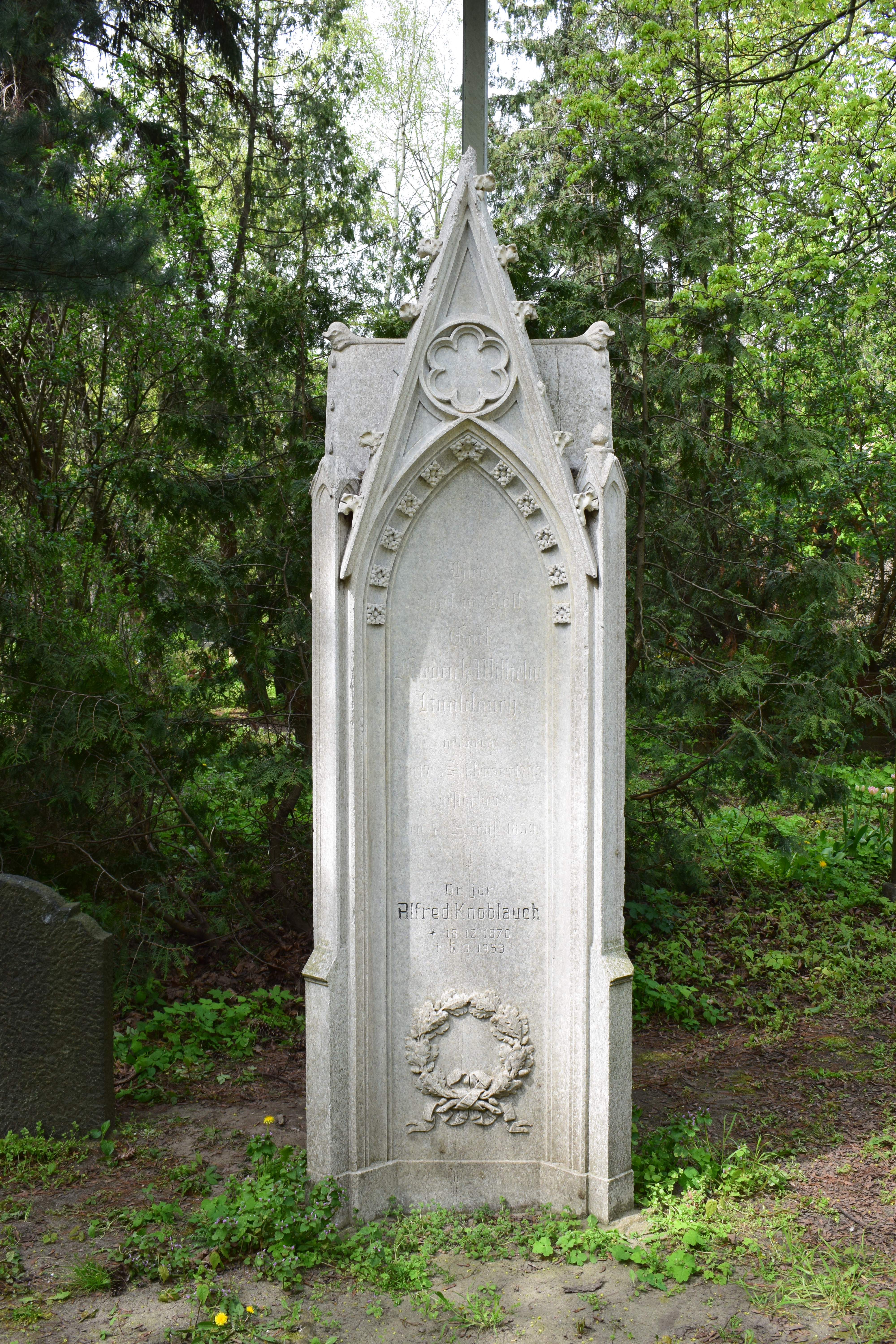
Grabmal von Carl Friedrich Wilhelm Knoblauch auf dem St.-Marien- und St.-Nikolai-Friedhof I in Berlin.

Carl Friedrich Wilhelm Knoblauch (* 17. September 1793 in Berlin; † 4. August 1859 in Halle an der Saale) war ein deutscher Unternehmer und Politiker. Knoblauch war Abgeordneter im Brandenburger Provinziallandtag, Stadtrat und Stadtältester von Berlin.

## Leben

### Familie
Carl Friedrich Wilhelm entstammte der Berliner Kaufmannsfamilie Knoblauch, aus der zahlreiche Wissenschaftler, Architekten und Politiker hervorgegangen sind. Sein Großvater war der Berliner Nadlermeister Johann Christian Knoblauch (1723–1790). Dieser ließ in der Poststraße im Nikolaiviertel das Knoblauchhaus für die Familie errichten, das heute als Museum zugänglich ist. Der Vater Carl Friedrich Knoblauch (1765–1813) richtete 1789 in den Produktionsräumen im Erdgeschoss des Hauses eine Tuch-, Weißwaren- und Seidenhandlung ein. Er wurde später Stadtverordneter von Berlin. Am 4. August 1789 heiratete er Christiane Luise (1765–1810), eine geborene Heiss, die Mutter von Carl Friedrich Wilhelm. Sein jüngerer Bruder Eduard Knoblauch (1801–1865) wurde Architekt. Er entwarf unter anderem das Schloss Schlemmin und die Neue Synagoge in Berlin.
Die folgende Graphik zeigt den Stammbaum von Carl Friedrich Wilhelm Knoblauch:
| \| \| \| \| \| Johann Christian Knoblauch (1723–1790) (Nadlermeister und Hausgründer) \| Johann Christian Knoblauch (1723–1790) (Nadlermeister und Hausgründer) \| Johann Christian Knoblauch (1723–1790) (Nadlermeister und Hausgründer) \| Johann Christian Knoblauch (1723–1790) (Nadlermeister und Hausgründer) \| Johann Christian Knoblauch (1723–1790) (Nadlermeister und Hausgründer) \| Johann Christian Knoblauch (1723–1790) (Nadlermeister und Hausgründer) \| \| \| ? \| ? \| ? \| ? \| ? \| ? \| \| \| \| \| \| \| \| \| \| \| \| \| \| \| \| \| \| \| \| \| \| \| \| \| \| \| \| \| \| Johann Christian Knoblauch (1723–1790) (Nadlermeister und Hausgründer) \| Johann Christian Knoblauch (1723–1790) (Nadlermeister und Hausgründer) \| Johann Christian Knoblauch (1723–1790) (Nadlermeister und Hausgründer) \| Johann Christian Knoblauch (1723–1790) (Nadlermeister und Hausgründer) \| Johann Christian Knoblauch (1723–1790) (Nadlermeister und Hausgründer) \| Johann Christian Knoblauch (1723–1790) (Nadlermeister und Hausgründer) \| \| \| ? \| ? \| ? \| ? \| ? \| ? \| \| \| \| \| \| \| \| \| \| \| \| \| \| \| \| \| \| \| \| \| \| \| \| \| \| \| \| \| \| \| \| \| \| \| \| \| \| \| \| \| \| \| \| \| \| \| \| \| \| \| \| \| \| \| \| \| \| \| \| \| \| \| \| \| \| \| \| \| \| \| \| \| \| \| \| \| Carl Friedrich Knoblauch (1765–1813) (Seidenbandhändler) \| Carl Friedrich Knoblauch (1765–1813) (Seidenbandhändler) \| Carl Friedrich Knoblauch (1765–1813) (Seidenbandhändler) \| Carl Friedrich Knoblauch (1765–1813) (Seidenbandhändler) \| Carl Friedrich Knoblauch (1765–1813) (Seidenbandhändler) \| Carl Friedrich Knoblauch (1765–1813) (Seidenbandhändler) \| \| \| Christiane Luise Heiß (1765–1810) \| Christiane Luise Heiß (1765–1810) \| Christiane Luise Heiß (1765–1810) \| Christiane Luise Heiß (1765–1810) \| Christiane Luise Heiß (1765–1810) \| Christiane Luise Heiß (1765–1810) \| \| \| \| \| \| \| \| \| \| \| \| \| \| \| \| \| \| \| \| \| \| \| \| \| \| \| \| \| \| Carl Friedrich Knoblauch (1765–1813) (Seidenbandhändler) \| Carl Friedrich Knoblauch (1765–1813) (Seidenbandhändler) \| Carl Friedrich Knoblauch (1765–1813) (Seidenbandhändler) \| Carl Friedrich Knoblauch (1765–1813) (Seidenbandhändler) \| Carl Friedrich Knoblauch (1765–1813) (Seidenbandhändler) \| Carl Friedrich Knoblauch (1765–1813) (Seidenbandhändler) \| \| \| Christiane Luise Heiß (1765–1810) \| Christiane Luise Heiß (1765–1810) \| Christiane Luise Heiß (1765–1810) \| Christiane Luise Heiß (1765–1810) \| Christiane Luise Heiß (1765–1810) \| Christiane Luise Heiß (1765–1810) \| \| \| \| \| \| \| \| \| \| \| \| \| \| \| \| \| \| \| \| \| \| \| \| \| \| \| \| \| \| \| \| \| \| \| \| \| \| \| \| \| \| \| \| \| \| \| \| \| \| \| \| \| \| \| \| \| \| \| \| \| \| \| \| \| \| \| \| \| \| \| \| \| \| \| \| \| \| \| \| \| \| \| \| \| \| \| \| \| \| \| \| \| \| \| \| \| \| \| \| \| \| \| \| \| \| \| \| Henriette Keibel (1798–1821) \| Henriette Keibel (1798–1821) \| Henriette Keibel (1798–1821) \| Henriette Keibel (1798–1821) \| Henriette Keibel (1798–1821) \| Henriette Keibel (1798–1821) \| \| \| Carl Friedrich Wilhelm Knoblauch (1793–1859) (Seidenbandfabrikant und Politiker) \| Carl Friedrich Wilhelm Knoblauch (1793–1859) (Seidenbandfabrikant und Politiker) \| Carl Friedrich Wilhelm Knoblauch (1793–1859) (Seidenbandfabrikant und Politiker) \| Carl Friedrich Wilhelm Knoblauch (1793–1859) (Seidenbandfabrikant und Politiker) \| Carl Friedrich Wilhelm Knoblauch (1793–1859) (Seidenbandfabrikant und Politiker) \| Carl Friedrich Wilhelm Knoblauch (1793–1859) (Seidenbandfabrikant und Politiker) \| \| \| Eduard Knoblauch (1801–1865) (Architekt) \| Eduard Knoblauch (1801–1865) (Architekt) \| Eduard Knoblauch (1801–1865) (Architekt) \| Eduard Knoblauch (1801–1865) (Architekt) \| Eduard Knoblauch (1801–1865) (Architekt) \| Eduard Knoblauch (1801–1865) (Architekt) \| \| \| Julie Verhuven (1806–1863) \| Julie Verhuven (1806–1863) \| Julie Verhuven (1806–1863) \| Julie Verhuven (1806–1863) \| Julie Verhuven (1806–1863) \| Julie Verhuven (1806–1863) \| \| \| \| \| \| \| \| \| \| \| \| \| \| Henriette Keibel (1798–1821) \| Henriette Keibel (1798–1821) \| Henriette Keibel (1798–1821) \| Henriette Keibel (1798–1821) \| Henriette Keibel (1798–1821) \| Henriette Keibel (1798–1821) \| \| \| Carl Friedrich Wilhelm Knoblauch (1793–1859) (Seidenbandfabrikant und Politiker) \| Carl Friedrich Wilhelm Knoblauch (1793–1859) (Seidenbandfabrikant und Politiker) \| Carl Friedrich Wilhelm Knoblauch (1793–1859) (Seidenbandfabrikant und Politiker) \| Carl Friedrich Wilhelm Knoblauch (1793–1859) (Seidenbandfabrikant und Politiker) \| Carl Friedrich Wilhelm Knoblauch (1793–1859) (Seidenbandfabrikant und Politiker) \| Carl Friedrich Wilhelm Knoblauch (1793–1859) (Seidenbandfabrikant und Politiker) \| \| \| Eduard Knoblauch (1801–1865) (Architekt) \| Eduard Knoblauch (1801–1865) (Architekt) \| Eduard Knoblauch (1801–1865) (Architekt) \| Eduard Knoblauch (1801–1865) (Architekt) \| Eduard Knoblauch (1801–1865) (Architekt) \| Eduard Knoblauch (1801–1865) (Architekt) \| \| \| Julie Verhuven (1806–1863) \| Julie Verhuven (1806–1863) \| Julie Verhuven (1806–1863) \| Julie Verhuven (1806–1863) \| Julie Verhuven (1806–1863) \| Julie Verhuven (1806–1863) \| \| \| \| \| \| \| \| \| \| \| \| \| \| \| \| \| \| \| \| \| \| \| \| \| \| \| \| \| \| \| \| \| \| \| \| \| \| \| \| \| \| \| \| \| \| \| \| \| \| \| \| \| \| \| \| \| \| \| \| \| \| \| \| \| \| \| \| \| \| \| \| \| \| \| \| \| \| \| \| \| \| \| \| \| \| \| \| \| \| \| \| \| \| \| \| \| \| \| \| \| \| \| \| Hermann Knoblauch (1820–1895) (Physiker) \| Hermann Knoblauch (1820–1895) (Physiker) \| Hermann Knoblauch (1820–1895) (Physiker) \| Hermann Knoblauch (1820–1895) (Physiker) \| Hermann Knoblauch (1820–1895) (Physiker) \| Hermann Knoblauch (1820–1895) (Physiker) \| \| \| ? \| ? \| ? \| ? \| ? \| ? \| \| \| Gustav Knoblauch (1833–1916) (Architekt) \| Gustav Knoblauch (1833–1916) (Architekt) \| Gustav Knoblauch (1833–1916) (Architekt) \| Gustav Knoblauch (1833–1916) (Architekt) \| Gustav Knoblauch (1833–1916) (Architekt) \| Gustav Knoblauch (1833–1916) (Architekt) \| \| \| ? \| ? \| ? \| ? \| ? \| ? \| \| \| Carl Eduard Knoblauch (1837–1886) (Börsenmakler) \| Carl Eduard Knoblauch (1837–1886) (Börsenmakler) \| Carl Eduard Knoblauch (1837–1886) (Börsenmakler) \| Carl Eduard Knoblauch (1837–1886) (Börsenmakler) \| Carl Eduard Knoblauch (1837–1886) (Börsenmakler) \| Carl Eduard Knoblauch (1837–1886) (Börsenmakler) \| \| \| \| \| \| Hermann Knoblauch (1820–1895) (Physiker) \| Hermann Knoblauch (1820–1895) (Physiker) \| Hermann Knoblauch (1820–1895) (Physiker) \| Hermann Knoblauch (1820–1895) (Physiker) \| Hermann Knoblauch (1820–1895) (Physiker) \| Hermann Knoblauch (1820–1895) (Physiker) \| \| \| ? \| ? \| ? \| ? \| ? \| ? \| \| \| Gustav Knoblauch (1833–1916) (Architekt) \| Gustav Knoblauch (1833–1916) (Architekt) \| Gustav Knoblauch (1833–1916) (Architekt) \| Gustav Knoblauch (1833–1916) (Architekt) \| Gustav Knoblauch (1833–1916) (Architekt) \| Gustav Knoblauch (1833–1916) (Architekt) \| \| \| ? \| ? \| ? \| ? \| ? \| ? \| \| \| Carl Eduard Knoblauch (1837–1886) (Börsenmakler) \| Carl Eduard Knoblauch (1837–1886) (Börsenmakler) \| Carl Eduard Knoblauch (1837–1886) (Börsenmakler) \| Carl Eduard Knoblauch (1837–1886) (Börsenmakler) \| Carl Eduard Knoblauch (1837–1886) (Börsenmakler) \| Carl Eduard Knoblauch (1837–1886) (Börsenmakler) \| \| \| \| \| \| \| \| \| \| \| \| \| \| \| \| \| \| \| \| \| \| \| \| \| \| \| \| \| \| \| \| \| \| \| \| \| \| \| \| \| \| \| \| \| \| \| \| \| \| \| \| \| Rudolf Knoblauch (1861–1926) (Seidenbandfabrikant) \| Rudolf Knoblauch (1861–1926) (Seidenbandfabrikant) \| Rudolf Knoblauch (1861–1926) (Seidenbandfabrikant) \| Rudolf Knoblauch (1861–1926) (Seidenbandfabrikant) \| Rudolf Knoblauch (1861–1926) (Seidenbandfabrikant) \| Rudolf Knoblauch (1861–1926) (Seidenbandfabrikant) \| \| \| \| \| \| \| \| \| \| \| Arnold Knoblauch (1879–1963) (Architekt) \| Arnold Knoblauch (1879–1963) (Architekt) \| Arnold Knoblauch (1879–1963) (Architekt) \| Arnold Knoblauch (1879–1963) (Architekt) \| Arnold Knoblauch (1879–1963) (Architekt) \| Arnold Knoblauch (1879–1963) (Architekt) \| \| \| \| \| \| \| \| \| \| \| \| \| |                              |                              |                              |                                                                        |                                                                        |                                                                        |                                                                        |                                                                                  |                                                                                  |                                                                                  |                                                                                  |                                                                                  |                                                                                  |   |   |                                          |                                          |                                          |                                          |                                          |                                          |                                          |                                          |                                          |                                          |                                          |                                          |                                          |                                          |   |   |   |   |  |  |                                                  |                                                  |                                                  |                                                  |                                                  |                                                  |
| Die Besitzer des Knoblauchhauses sind kursiv gesetzt. |                              |                              |                              |                                                                        |                                                                        |                                                                        |                                                                        |                                                                                  |                                                                                  |                                                                                  |                                                                                  |                                                                                  |                                                                                  |   |   |                                          |                                          |                                          |                                          |                                          |                                          |                                          |                                          |                                          |                                          |                                          |                                          |                                          |                                          |   |   |   |   |  |  |                                                  |                                                  |                                                  |                                                  |                                                  |                                                  |
| |                              |                              |                              | Johann Christian Knoblauch (1723–1790) (Nadlermeister und Hausgründer) | Johann Christian Knoblauch (1723–1790) (Nadlermeister und Hausgründer) | Johann Christian Knoblauch (1723–1790) (Nadlermeister und Hausgründer) | Johann Christian Knoblauch (1723–1790) (Nadlermeister und Hausgründer) | Johann Christian Knoblauch (1723–1790) (Nadlermeister und Hausgründer)           | Johann Christian Knoblauch (1723–1790) (Nadlermeister und Hausgründer)           |                                                                                  |                                                                                  | ?                                                                                | ?                                                                                | ? | ? | ?                                        | ?                                        |                                          |                                          |                                          |                                          |                                          |                                          |                                          |                                          |                                          |                                          |                                          |                                          |   |   |   |   |  |  |                                                  |                                                  |                                                  |                                                  |                                                  |                                                  |
| |                              |                              |                              | Johann Christian Knoblauch (1723–1790) (Nadlermeister und Hausgründer) | Johann Christian Knoblauch (1723–1790) (Nadlermeister und Hausgründer) | Johann Christian Knoblauch (1723–1790) (Nadlermeister und Hausgründer) | Johann Christian Knoblauch (1723–1790) (Nadlermeister und Hausgründer) | Johann Christian Knoblauch (1723–1790) (Nadlermeister und Hausgründer)           | Johann Christian Knoblauch (1723–1790) (Nadlermeister und Hausgründer)           |                                                                                  |                                                                                  | ?                                                                                | ?                                                                                | ? | ? | ?                                        | ?                                        |                                          |                                          |                                          |                                          |                                          |                                          |                                          |                                          |                                          |                                          |                                          |                                          |   |   |   |   |  |  |                                                  |                                                  |                                                  |                                                  |                                                  |                                                  |
| |                              |                              |                              |                                                                        |                                                                        |                                                                        |                                                                        |                                                                                  |                                                                                  |                                                                                  |                                                                                  |                                                                                  |                                                                                  |   |   |                                          |                                          |                                          |                                          |                                          |                                          |                                          |                                          |                                          |                                          |                                          |                                          |                                          |                                          |   |   |   |   |  |  |                                                  |                                                  |                                                  |                                                  |                                                  |                                                  |
| |                              |                              |                              |                                                                        |                                                                        |                                                                        |                                                                        | Carl Friedrich Knoblauch (1765–1813) (Seidenbandhändler)                         | Carl Friedrich Knoblauch (1765–1813) (Seidenbandhändler)                         | Carl Friedrich Knoblauch (1765–1813) (Seidenbandhändler)                         | Carl Friedrich Knoblauch (1765–1813) (Seidenbandhändler)                         | Carl Friedrich Knoblauch (1765–1813) (Seidenbandhändler)                         | Carl Friedrich Knoblauch (1765–1813) (Seidenbandhändler)                         |   |   | Christiane Luise Heiß (1765–1810)        | Christiane Luise Heiß (1765–1810)        | Christiane Luise Heiß (1765–1810)        | Christiane Luise Heiß (1765–1810)        | Christiane Luise Heiß (1765–1810)        | Christiane Luise Heiß (1765–1810)        |                                          |                                          |                                          |                                          |                                          |                                          |                                          |                                          |   |   |   |   |  |  |                                                  |                                                  |                                                  |                                                  |                                                  |                                                  |
| |                              |                              |                              |                                                                        |                                                                        |                                                                        |                                                                        | Carl Friedrich Knoblauch (1765–1813) (Seidenbandhändler)                         | Carl Friedrich Knoblauch (1765–1813) (Seidenbandhändler)                         | Carl Friedrich Knoblauch (1765–1813) (Seidenbandhändler)                         | Carl Friedrich Knoblauch (1765–1813) (Seidenbandhändler)                         | Carl Friedrich Knoblauch (1765–1813) (Seidenbandhändler)                         | Carl Friedrich Knoblauch (1765–1813) (Seidenbandhändler)                         |   |   | Christiane Luise Heiß (1765–1810)        | Christiane Luise Heiß (1765–1810)        | Christiane Luise Heiß (1765–1810)        | Christiane Luise Heiß (1765–1810)        | Christiane Luise Heiß (1765–1810)        | Christiane Luise Heiß (1765–1810)        |                                          |                                          |                                          |                                          |                                          |                                          |                                          |                                          |   |   |   |   |  |  |                                                  |                                                  |                                                  |                                                  |                                                  |                                                  |
| |                              |                              |                              |                                                                        |                                                                        |                                                                        |                                                                        |                                                                                  |                                                                                  |                                                                                  |                                                                                  |                                                                                  |                                                                                  |   |   |                                          |                                          |                                          |                                          |                                          |                                          |                                          |                                          |                                          |                                          |                                          |                                          |                                          |                                          |   |   |   |   |  |  |                                                  |                                                  |                                                  |                                                  |                                                  |                                                  |
| |                              |                              |                              |                                                                        |                                                                        |                                                                        |                                                                        |                                                                                  |                                                                                  |                                                                                  |                                                                                  |                                                                                  |                                                                                  |   |   |                                          |                                          |                                          |                                          |                                          |                                          |                                          |                                          |                                          |                                          |                                          |                                          |                                          |                                          |   |   |   |   |  |  |                                                  |                                                  |                                                  |                                                  |                                                  |                                                  |
| Henriette Keibel (1798–1821) | Henriette Keibel (1798–1821) | Henriette Keibel (1798–1821) | Henriette Keibel (1798–1821) | Henriette Keibel (1798–1821)                                           | Henriette Keibel (1798–1821)                                           |                                                                        |                                                                        | Carl Friedrich Wilhelm Knoblauch (1793–1859) (Seidenbandfabrikant und Politiker) | Carl Friedrich Wilhelm Knoblauch (1793–1859) (Seidenbandfabrikant und Politiker) | Carl Friedrich Wilhelm Knoblauch (1793–1859) (Seidenbandfabrikant und Politiker) | Carl Friedrich Wilhelm Knoblauch (1793–1859) (Seidenbandfabrikant und Politiker) | Carl Friedrich Wilhelm Knoblauch (1793–1859) (Seidenbandfabrikant und Politiker) | Carl Friedrich Wilhelm Knoblauch (1793–1859) (Seidenbandfabrikant und Politiker) |   |   | Eduard Knoblauch (1801–1865) (Architekt) | Eduard Knoblauch (1801–1865) (Architekt) | Eduard Knoblauch (1801–1865) (Architekt) | Eduard Knoblauch (1801–1865) (Architekt) | Eduard Knoblauch (1801–1865) (Architekt) | Eduard Knoblauch (1801–1865) (Architekt) |                                          |                                          | Julie Verhuven (1806–1863)               | Julie Verhuven (1806–1863)               | Julie Verhuven (1806–1863)               | Julie Verhuven (1806–1863)               | Julie Verhuven (1806–1863)               | Julie Verhuven (1806–1863)               |   |   |   |   |  |  |                                                  |                                                  |                                                  |                                                  |                                                  |                                                  |
| Henriette Keibel (1798–1821) | Henriette Keibel (1798–1821) | Henriette Keibel (1798–1821) | Henriette Keibel (1798–1821) | Henriette Keibel (1798–1821)                                           | Henriette Keibel (1798–1821)                                           |                                                                        |                                                                        | Carl Friedrich Wilhelm Knoblauch (1793–1859) (Seidenbandfabrikant und Politiker) | Carl Friedrich Wilhelm Knoblauch (1793–1859) (Seidenbandfabrikant und Politiker) | Carl Friedrich Wilhelm Knoblauch (1793–1859) (Seidenbandfabrikant und Politiker) | Carl Friedrich Wilhelm Knoblauch (1793–1859) (Seidenbandfabrikant und Politiker) | Carl Friedrich Wilhelm Knoblauch (1793–1859) (Seidenbandfabrikant und Politiker) | Carl Friedrich Wilhelm Knoblauch (1793–1859) (Seidenbandfabrikant und Politiker) |   |   | Eduard Knoblauch (1801–1865) (Architekt) | Eduard Knoblauch (1801–1865) (Architekt) | Eduard Knoblauch (1801–1865) (Architekt) | Eduard Knoblauch (1801–1865) (Architekt) | Eduard Knoblauch (1801–1865) (Architekt) | Eduard Knoblauch (1801–1865) (Architekt) |                                          |                                          | Julie Verhuven (1806–1863)               | Julie Verhuven (1806–1863)               | Julie Verhuven (1806–1863)               | Julie Verhuven (1806–1863)               | Julie Verhuven (1806–1863)               | Julie Verhuven (1806–1863)               |   |   |   |   |  |  |                                                  |                                                  |                                                  |                                                  |                                                  |                                                  |
| |                              |                              |                              |                                                                        |                                                                        |                                                                        |                                                                        |                                                                                  |                                                                                  |                                                                                  |                                                                                  |                                                                                  |                                                                                  |   |   |                                          |                                          |                                          |                                          |                                          |                                          |                                          |                                          |                                          |                                          |                                          |                                          |                                          |                                          |   |   |   |   |  |  |                                                  |                                                  |                                                  |                                                  |                                                  |                                                  |
| |                              |                              |                              |                                                                        |                                                                        |                                                                        |                                                                        |                                                                                  |                                                                                  |                                                                                  |                                                                                  |                                                                                  |                                                                                  |   |   |                                          |                                          |                                          |                                          |                                          |                                          |                                          |                                          |                                          |                                          |                                          |                                          |                                          |                                          |   |   |   |   |  |  |                                                  |                                                  |                                                  |                                                  |                                                  |                                                  |
| |                              |                              |                              | Hermann Knoblauch (1820–1895) (Physiker)                               | Hermann Knoblauch (1820–1895) (Physiker)                               | Hermann Knoblauch (1820–1895) (Physiker)                               | Hermann Knoblauch (1820–1895) (Physiker)                               | Hermann Knoblauch (1820–1895) (Physiker)                                         | Hermann Knoblauch (1820–1895) (Physiker)                                         |                                                                                  |                                                                                  | ?                                                                                | ?                                                                                | ? | ? | ?                                        | ?                                        |                                          |                                          | Gustav Knoblauch (1833–1916) (Architekt) | Gustav Knoblauch (1833–1916) (Architekt) | Gustav Knoblauch (1833–1916) (Architekt) | Gustav Knoblauch (1833–1916) (Architekt) | Gustav Knoblauch (1833–1916) (Architekt) | Gustav Knoblauch (1833–1916) (Architekt) |                                          |                                          | ?                                        | ?                                        | ? | ? | ? | ? |  |  | Carl Eduard Knoblauch (1837–1886) (Börsenmakler) | Carl Eduard Knoblauch (1837–1886) (Börsenmakler) | Carl Eduard Knoblauch (1837–1886) (Börsenmakler) | Carl Eduard Knoblauch (1837–1886) (Börsenmakler) | Carl Eduard Knoblauch (1837–1886) (Börsenmakler) | Carl Eduard Knoblauch (1837–1886) (Börsenmakler) |
| |                              |                              |                              | Hermann Knoblauch (1820–1895) (Physiker)                               | Hermann Knoblauch (1820–1895) (Physiker)                               | Hermann Knoblauch (1820–1895) (Physiker)                               | Hermann Knoblauch (1820–1895) (Physiker)                               | Hermann Knoblauch (1820–1895) (Physiker)                                         | Hermann Knoblauch (1820–1895) (Physiker)                                         |                                                                                  |                                                                                  | ?                                                                                | ?                                                                                | ? | ? | ?                                        | ?                                        |                                          |                                          | Gustav Knoblauch (1833–1916) (Architekt) | Gustav Knoblauch (1833–1916) (Architekt) | Gustav Knoblauch (1833–1916) (Architekt) | Gustav Knoblauch (1833–1916) (Architekt) | Gustav Knoblauch (1833–1916) (Architekt) | Gustav Knoblauch (1833–1916) (Architekt) |                                          |                                          | ?                                        | ?                                        | ? | ? | ? | ? |  |  | Carl Eduard Knoblauch (1837–1886) (Börsenmakler) | Carl Eduard Knoblauch (1837–1886) (Börsenmakler) | Carl Eduard Knoblauch (1837–1886) (Börsenmakler) | Carl Eduard Knoblauch (1837–1886) (Börsenmakler) | Carl Eduard Knoblauch (1837–1886) (Börsenmakler) | Carl Eduard Knoblauch (1837–1886) (Börsenmakler) |
| |                              |                              |                              |                                                                        |                                                                        |                                                                        |                                                                        |                                                                                  |                                                                                  |                                                                                  |                                                                                  |                                                                                  |                                                                                  |   |   |                                          |                                          |                                          |                                          |                                          |                                          |                                          |                                          |                                          |                                          |                                          |                                          |                                          |                                          |   |   |   |   |  |  |                                                  |                                                  |                                                  |                                                  |                                                  |                                                  |
| |                              |                              |                              |                                                                        |                                                                        |                                                                        |                                                                        | Rudolf Knoblauch (1861–1926) (Seidenbandfabrikant)                               | Rudolf Knoblauch (1861–1926) (Seidenbandfabrikant)                               | Rudolf Knoblauch (1861–1926) (Seidenbandfabrikant)                               | Rudolf Knoblauch (1861–1926) (Seidenbandfabrikant)                               | Rudolf Knoblauch (1861–1926) (Seidenbandfabrikant)                               | Rudolf Knoblauch (1861–1926) (Seidenbandfabrikant)                               |   |   |                                          |                                          |                                          |                                          |                                          |                                          |                                          |                                          | Arnold Knoblauch (1879–1963) (Architekt) | Arnold Knoblauch (1879–1963) (Architekt) | Arnold Knoblauch (1879–1963) (Architekt) | Arnold Knoblauch (1879–1963) (Architekt) | Arnold Knoblauch (1879–1963) (Architekt) | Arnold Knoblauch (1879–1963) (Architekt) |   |   |   |   |  |  |                                                  |                                                  |                                                  |                                                  |                                                  |                                                  |

### Beruflicher Werdegang

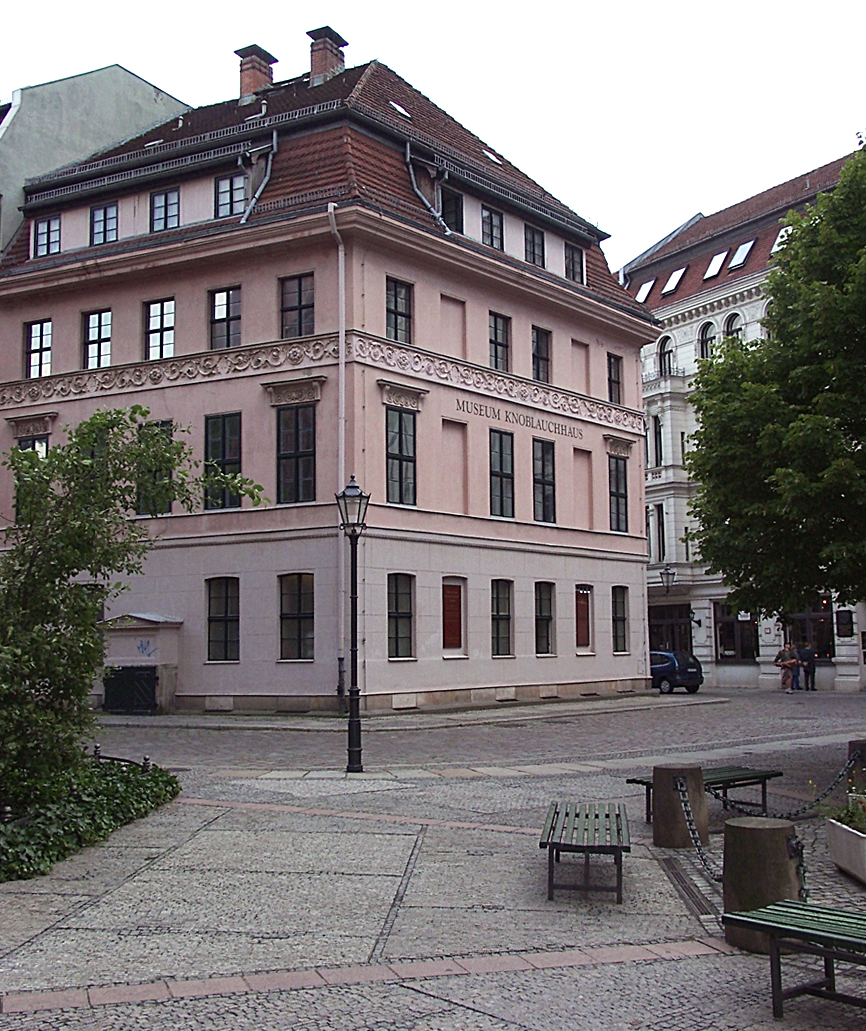
Das Knoblauchhaus im Berliner Nikolaiviertel, das Wohnhaus der Familie Knoblauch

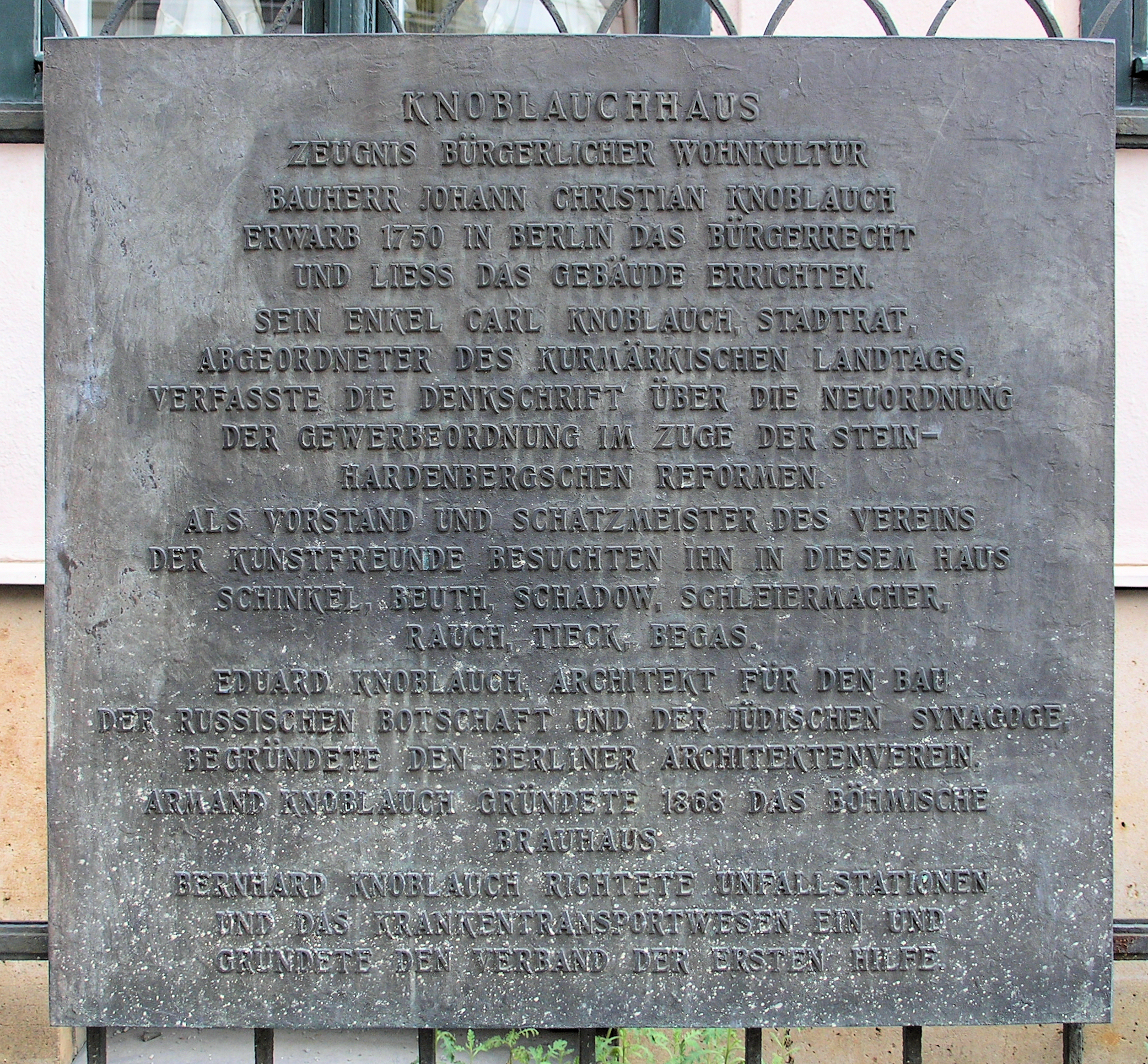
Gedenktafel am Knoblauchhaus

Knoblauch war Anhänger der Turnbewegung und trat noch 1813 als Freiwilliger in die Preußische Armee ein, um an den Befreiungskriegen gegen Napoleon teilnehmen zu können. Bereits früh stand fest, dass er die Geschäfte seines Vaters übernehmen wird. Nach seiner Heirat 1818 übernahm er zusätzlich das Seidenunternehmen seines Schwiegervaters Carl Gottlieb Keibel und vereinte beide Firmen unter dem Namen Carl Knoblauch, vormals Keibel.
1822 wurde Knoblauch Mitglied im Bürger-Rettungs-Institut von Berlin und der dazugehörigen Von-Kircheisen-Stiftung. Für 13 Jahre wurde er der Leiter dieser Einrichtung und blieb bis zu seinem Tode auch deren Mitglied. Noch im gleichen Jahr wurde er unbesoldeter Stadtrat von Berlin. Von 1824 bis 1852 war er außerdem als Abgeordneter der Stadt Berlin Mitglied in den Provinziallandständen der Mark Brandenburg. Während dieser Zeit machte er Bekanntschaft mit dem Initiator der preußischen Reformen von 1807 bis 1813, dem preußischen Reformer Heinrich Friedrich Karl vom und zum Stein, der öfters bei seinen Berlinaufenthalten im Hause der Knoblauchs verweilte. Knoblauch half bei der Gestaltung einer neuen Städteordnung und erarbeitete Vorschläge zur Reform der Gewerbefreiheit, die er im Provinziallandtag vorstellte.
1825 besuchte er den Reformer in Cappenberg (bei Lünen), wohin sich dieser nach Einsetzen der Restauration 1815 zurückgezogen hatte. Die Zusammenarbeit dauerte bis zum Tode Steins im Jahre 1831.
1824 trat er dem Vorstand des Vereins der Kunstfreunde im Preußischem Staate bei, den Wilhelm von Humboldt gegründet hatte, und übernahm auf dessen Wunsch das Amt des Schatzmeisters. Auf Grund der Arbeit in dem Verein hatte er engen Kontakt zu Karl Friedrich Schinkel, Peter Beuth, Johann Gottfried Schadow, Christian Daniel Rauch und Christian Friedrich Tieck, die häufig in seinem Haus zu Gast waren. Darüber hinaus war Knoblauch ein Mitbegründer sowie Mitglied des Kuratoriums der Berliner Gewerbeschule. 1828 übernahm Knoblauch, gemeinsam mit Karl Friedrich Klöden und Christian Gottlieb Cantian, die Verantwortung für die Herstellung und den Transport der großen Granitschale vor dem Alten Museum im Lustgarten. Für seine Verdienste wurde er 1832 zum Stadtältesten von Berlin ernannt.
1843 folgte er dem Ruf als Mitglied in das Kollegium der Hauptverwaltung der Staatsschulden, dem er über zehn Jahre angehörte. Später erhielt er den Titel eines geheimen Finanzrates und war während der Märzregierung direkt dem preußischen Finanzminister David Hansemann unterstellt. 1852 rückte er zum Stellvertreter der Staatsschulden-Kommission auf.
Carl Friedrich Wilhelm Knoblauch starb am 4. August 1859, im Alter von 65 Jahren, in Bad Wittekind in Halle an der Saale. Er wurde auf dem St.-Marien- und St.-Nikolai-Friedhof I an der Prenzlauer Allee in Berlin bestattet. In den Gemeinden St.-Marien und St.-Nikolai war er Kirchenvorsteher. Sein beeindruckendes Grabmal, eine zwei Meter hohe Stele aus schlesischem Marmor in Form einer neugotischen Fiale, ist erhalten aber im schlechten Zustand. Die Grabinschrift lautet:
Treu seinem Könige und der Verfassung des Landes hat er als Vertreter des selben als Mitglied der Verwaltung der Staatsschulden und des Magistrats seiner Vaterstadt als vieljähriger Vorsteher des Bürger-Rettungs-Instituts für Kirche und Schule für Kunst-Gewerbe und Handel mit den ihm von Gott verliehenen reichen Gaben unermüdlich auf das Seegensvollste gewirkt.

### Ehe und Nachkommen
Knoblauch heiratete am 10. Januar 1818 in der Berliner Nikolaikirche seine Cousine Emilie Henriette (* 9. September 1798 in Berlin; † 26. Oktober 1821), beide kannten sich von Kindheit an. Sie war die Tochter des Berliner Seidenfabrikanten Carl Gottlieb Keibel. Es war eine Doppelhochzeit, da auch ihr Bruder Carl Heinrich Wilhelm Keibel am selben Tag und Ort heiratete.
Aus der Ehe von Carl Friedrich Wilhelm und Emilie Henriette gingen zwei Kinder, ein Sohn und eine Tochter, hervor. Emilie Henriette starb bereits drei Jahre nach der Eheschließung im Alter von 23 Jahren an den Folgen einer Tuberkuloseerkrankung. Auch die einzige Tochter Marie Henriette (* 18. Oktober 1818 in Berlin; † 19. August 1834 in Salzbrunn, Schlesien) starb früh, mit 15 Jahren. Sohn Hermann Knoblauch (1820–1895) wurde Physiker und Rektor der Universität Halle. Er war einer der Mitbegründer der Physikalischen Gesellschaft.